# Imperialismo culturale
(Thomas Sankara)
Con imperialismo culturale si intende l'imposizione di una cultura da parte di una nazione (o gruppo etnico) nei confronti di un'altra. Strumenti dell'imperialismo culturale sono la gestione: dei mezzi d'informazione, dell'insegnamento, delle transazioni economiche, dei rapporti sociali, delle offerte commerciali, ecc.

## Storia
Nella storia vi sono stati numerosi esempi di imperialismo culturale. Uno dei primi fu quello della Grecia del periodo ellenistico. Alla dominazione militare romana dell'intero bacino del Mediterraneo seguirono anche forme di imperialismo culturale, sebbene generalmente i romani tollerassero lingue e culture differenti. 
Quando l'egemonia culturale di un modello di vita sociale si fonde in un sistema di relazioni internazionali, essa si esprime nel rifiuto del multilateralismo.
Più recentemente esempi di imperialismo culturale sono state definite: la politica statunitense nei confronti dei paesi latinoamericani nonché dei nativi americani, quella sovietica nei confronti dei paesi del blocco orientale comunista, quella cinese nei confronti del Tibet e quella turca nei confronti dei curdi.

## Semantica
Hegel nella sua fase filo-napoleonica coniò la parola d'autore Zeitgest per descrivere lo «Spirito del tempo» che spirava a favore della rivoluzione della borghesia.
Per converso, la parola d'autore "pensiero unico" fu coniata dallo scrittore Jean-François Kahn - nel gennaio 1992 su L'Événement du jeudi - per descrivere le reazioni ostili alla scelta filopalestinese del governo francese di ospitare per un ricovero George Habbash.